# ديف ويلسون (سياسي)
ديف ويلسون هو سياسي كندي، ولد في 4 نوفمبر 1955 في كندا. حزبياً، نشط في الحزب الليبرالي في نوفا سكوشا ‏. وقد انتخب عضو مجلس نواب نوفا سكوتيا عن دائرة Glace Bay-Dominion ‏ (1999 – 11 مارس 2010).